# Балагачево (деревня)
Балага́чево (Балагачевы юрты) — деревня Комсомольского сельского поселения Первомайского района Томской области России на берегу реки Балагачевка.

## Климат
В селе Балагачево умеренно холодный климат. В течение года выпадает значительное количество осадков, даже во время самых засушливых месяцев. По классификации климатов Кёппена — влажный континентальный климат (индекс Dfb). Средняя годовая температура — 0 °C, среднее количество осадков в год составляет 539 мм.

## История
Изначально[когда?]

 в Балагачево проживали чулымцы, которые к началу 20 века полностью ассимилировались среди русских.
По переписи 1897 года здесь проживало 23 человека из них все чулымцы.
В 1926 году деревня Балагачева состояла из 78 хозяйств, основное население — русские, 411 человек. Центр Балагачевского сельсовета Зачулымского района Томского округа Сибирского края.

## Население
| 1926 | 2002 | 2010 | 2012 | 2013 | 2014 | 2015 |
| ---- | ---- | ---- | ---- | ---- | ---- | ---- |
| 411  | ↘140 | ↘117 | →117 | ↘115 | ↘112 | ↘107 |
| 2021 |      |      |      |      |      |      |
| ↘51  |      |      |      |      |      |      |

Национальный состав
По переписи 1897 года основным населением были чулымцы.
Согласно результатам переписи 2002 года, в национальной структуре населения русские составляли 100 %.